# Numero Uno (gruppo musicale)
Numero Uno è stato un progetto musicale nato nei Paesi Bassi, attivo a metà degli anni 80, che produceva musica synth-pop e italo disco.
Era composto da due fratelli gemelli, Hans Keller e Rob Keller. La canzone più famosa del gruppo, Tora Tora Tora, fu un successo del 1984.

## Il gruppo

### Le origini nei Chips
Originariamente il gruppo venne chiamato "Chips" ed era composto dai fratelli Keller e dalla cantante e attrice Lida Sluyter, supervisionati dal produttore Hans van Hemert. Con questa denominazione incisero 4 singoli per la RCA, tutti pubblicati nel 1980: il primo era intitolato I'm no Hero, I'm a Daro (RCA), a cui seguirono You Name It... I'll Do It, Gimme Gum e Do the Ding. Tra questi il singolo di maggior successo fu You Name It... I'll Do It, che il 19 aprile di quell'anno entrò con la posizione 48 nella classifica olandese dei singoli più venduti dove rimase per 9 settimane, arrivando anche alla 16ª posizione.

### Dai Numero Uno ai Keller Bros
Nel 1984 i produttori olandesi Bolland & Bolland crearono la prima canzone per il nuovo gruppo, che venne ribattezzato Numero Uno, un nome in italiano per richiamare il legame con lo stile musicale italo disco che si stava sviluppando proprio in quegli anni nel Belpaese. Il singolo, dal titolo Tora Tora Tora, divenne un successo e permise al gruppo di raggiungere il picco di popolarità.
Il primo (e unico) album del neonato duo, intitolato semplicemente Uno, venne pubblicato l'anno successivo in 15 paesi e raggiunse il primo posto in molte classifiche musicali, soprattutto nei paesi nordici. All'uscita dell'album seguì una tournée in Europa, soprattutto in Scandinavia e in Germania. Anche in Francia, Grecia, Spagna e Italia il tour ebbe un discreto successo.
Negli anni successivi vennero pubblicati su LP altri due singoli, che non riuscirono ad avvicinarsi al successo del primo. Il duo cambiò nome in Keller Bros e nel 1989 pubblicò un altro singolo, Margarita.

## Discografia

### Album
- Uno (1985)

### Singoli
- You Name It... I'll Do It (1980; Chips)
- I'm No Hero, I'm a Daro (1980; Chips)
- Gimme Gum (1980; Chips)
- Tora Tora Tora (1984)
- Madonna (1985)
- Tattoo (1987)
- Margarita (1989; come Keller Bros)